# Delta blues
Genres dérivés
Chicago blues, Detroit blues, talking blues, blues électrique
Le Delta blues est un des premiers styles de blues qui tient son nom du Mississippi Delta, une région en forme de delta du nord-ouest de l'État du Mississippi, entre Vicksburg et Memphis. Le terme « delta » induit souvent une confusion avec la région du delta du fleuve Mississippi (Louisiane).

## Caractéristiques
La guitare (souvent jouée avec un bottleneck) et l'harmonica sont les instruments les plus utilisés, alors que les voix peuvent être à la fois introspectives et mélancoliques ou passionnées et fiévreuses.
Les premiers enregistrements de Delta blues datent de la fin des années 1920. Les enregistrements primitifs consistent le plus souvent en une seule personne chantant et s'accompagnant d'un instrument[source insuffisante], bien que la formation d'un groupe soit plus commune lors des spectacles en public. La préservation de ce patrimoine musical doit beaucoup à la personne de John Lomax qui sillonna le sud des États-Unis à cette époque pour enregistrer la musique jouée et chantée par des gens ordinaires. Ses enregistrements se comptent par milliers et se trouvent au XXIe siècle archivés à la Smithsonian Institution.

## Origine géographique

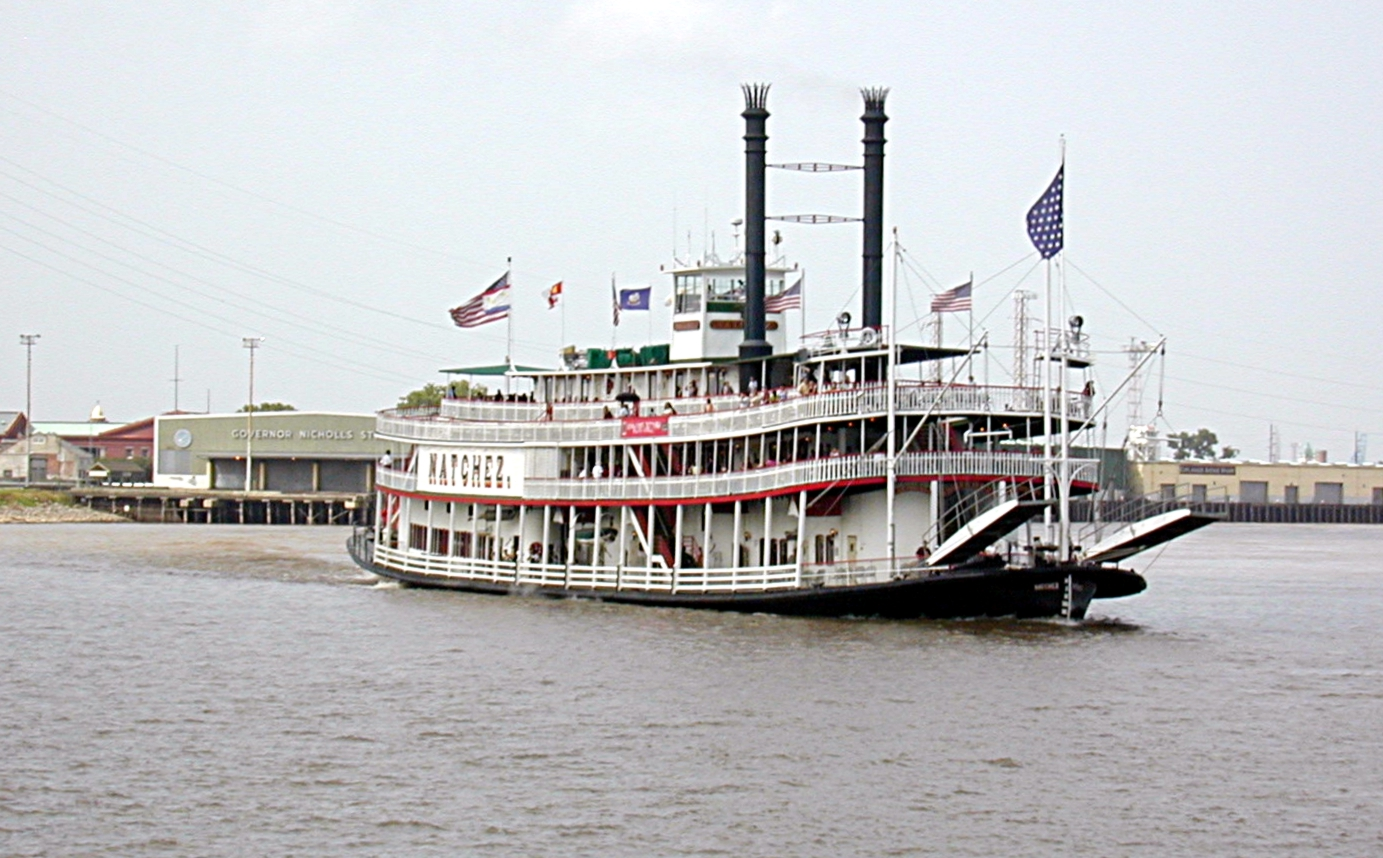
Le fleuve Mississippi, berceau du Delta blues.

Il trouve sa source au sein du Delta, une région des États-Unis qui s'étend de Memphis dans le Tennessee au nord jusqu'à Vicksburg dans l'État du Mississippi au sud, et encadrée par le fleuve Mississippi à l'ouest et la Yazoo River à l'est. 
Les musiciens avaient l'habitude de voyager à travers les différents états du sud comme le Mississippi, l'Arkansas, la Louisiane, le Texas et le Tennessee.
Le Delta blues reste cependant un style tout autant qu'une appellation géographique. Ainsi, Skip James et Elmore James, qui ne sont pas nés dans le delta, sont considérés comme des musiciens de Delta blues. De plus, le Delta blues a débordé de son aire d'origine, et s'implantant dans d'autres régions, a donné naissance à de nouveaux styles, comme le Chicago blues. Charley Patton et Robert Johnson restant les deux artistes incontournables de cette région pour ne nommer qu'eux.

## Artistes représentatifs

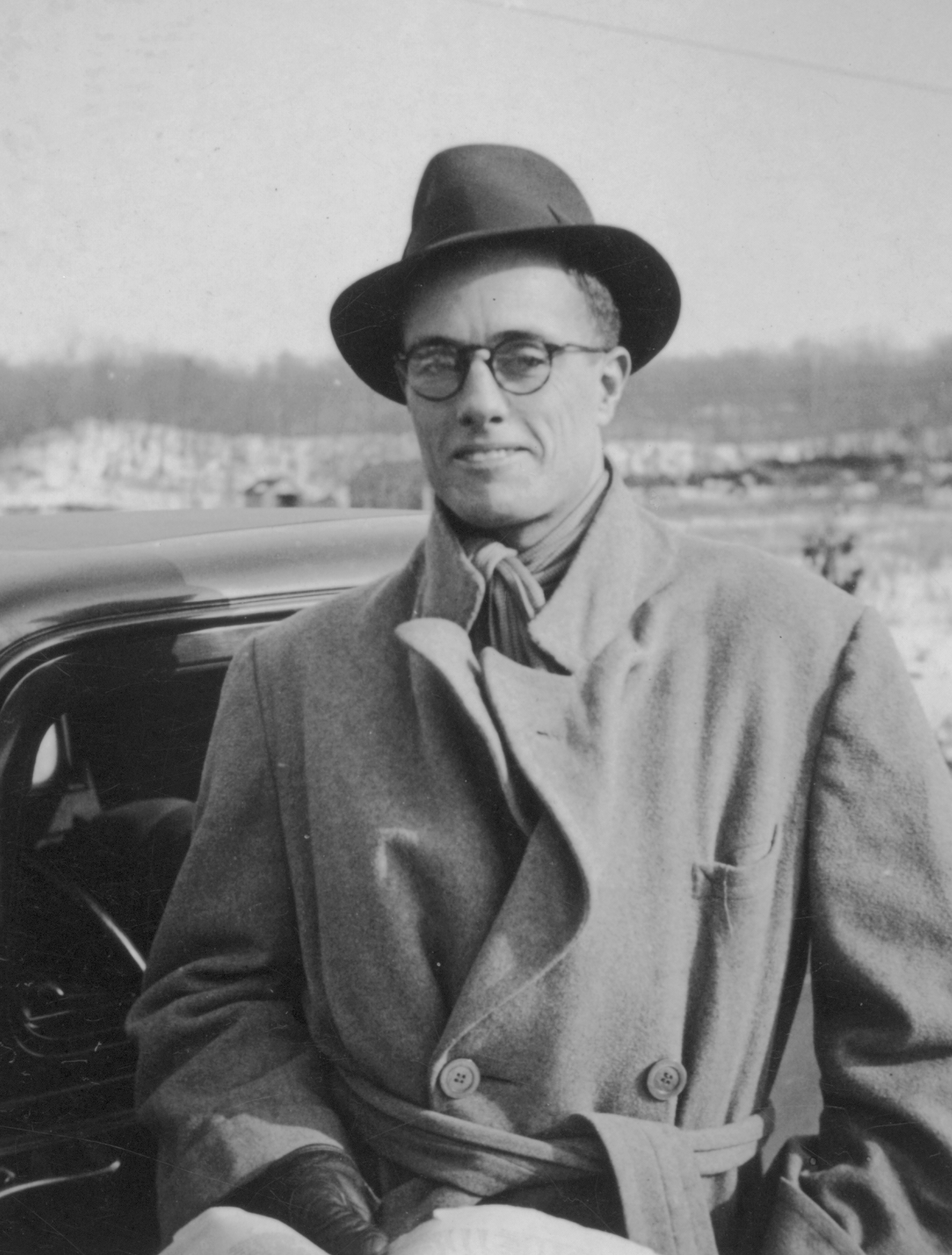
John Lomax, premier musicologue s'intéressant au Delta blues.

Les artistes représentatifs du Delta blues incluent notamment : Barbecue Bob, Ed Bell, Ishman Bracey, Willie Brown, R. L. Burnside, Bo Carter, Sam Chatmon, Sam Collins, Son House, Roosevelt Holts, John Lee Hooker, Mississippi John Hurt, The Mississippi Sheiks, Skip James, Robert Johnson, Tommy Johnson, Robert Lockwood Jr., Tommy McClennan, Mississippi Fred McDowell, Charley Patton, Robert Petway, Rev. Leon Pinson, Jimmie Rodgers, Seasick Steve, Johnny Shines, J.D. Short, Sunnyland Slim, Freddie Spruell,  Bukka White, Big Joe Williams et Elder Roma Wilson.

### Autres artistes
- Henry Sloan (en) (1870, Comté de Hinds - v. 1948, Comté de Crittenden, Arkansas ?), un des premiers représentants du Delta blues. On connaît peu de choses de lui, sinon qu'il enseigne le blues à Charley Patton. Il n'a laissé aucun enregistrement.
- Dick Bankston : Nathan Bankston naît en 1897 près de Crystal Springs. En 1910, il joue du violon et accompagne Willie Brown. En 1914, il rencontre Charley Patton avec lequel il va jouer quelque temps. Bien qu'il n'enregistre aucun disque, il exerce une influence certaine sur les autres bluesmen de la région dont Tommy Johnson qui lui a peut-être emprunté le morceau Bye bye Blues. En 1963, il s'installe à Drew[3].